# Römertshofen 5

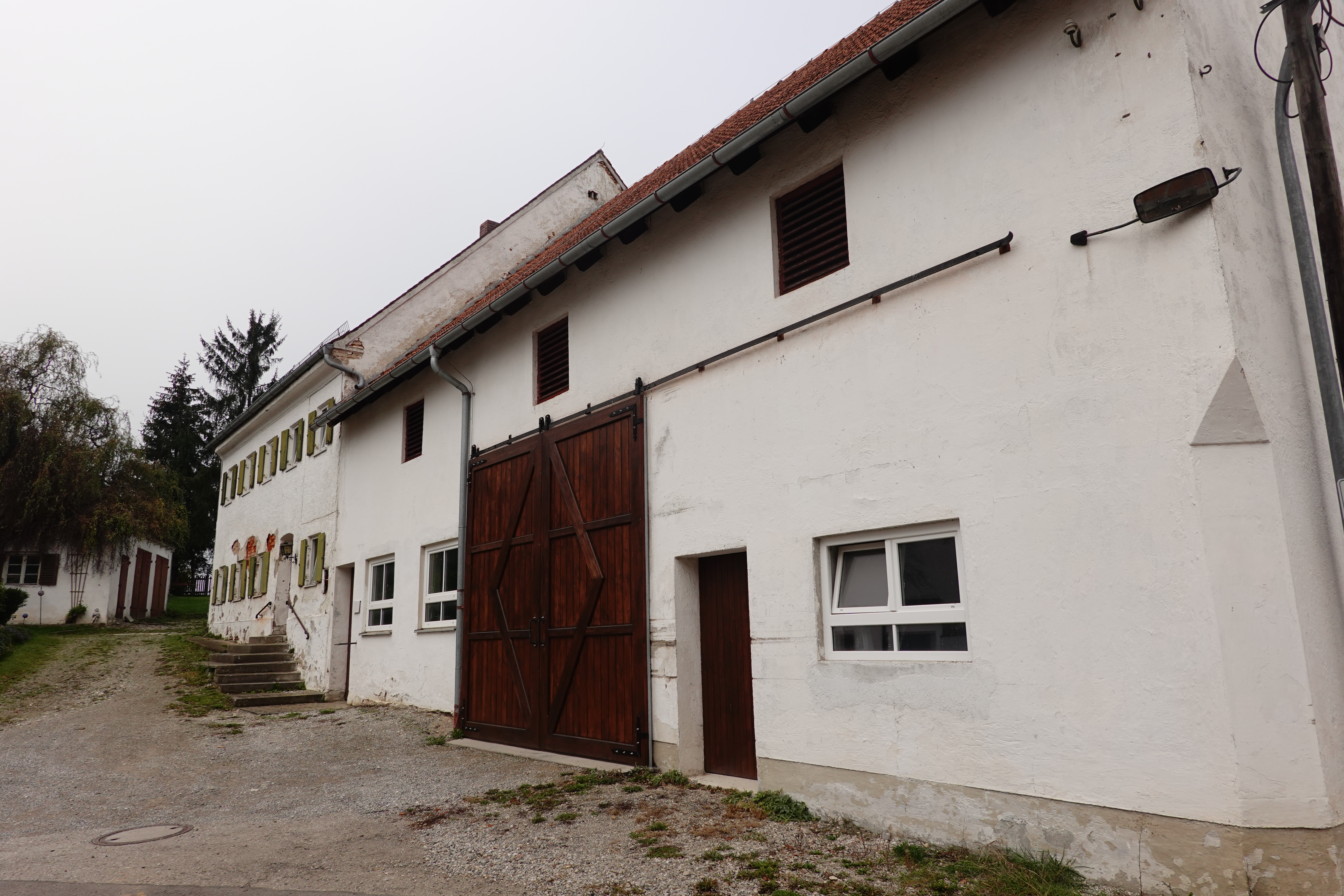
Ehemaliger Gasthof Römertshofen 5

Römertshofen 5 ist der zweigeschossige ehemalige Gasthof Lipp im Ortsteil Römertshofen der Gemeinde Moorenweis. Das 1835 errichtete, verputzte Gebäude mit Satteldach ist unter der Nummer D-1-79-138-47 als Denkmalschutzobjekt in der Liste des Bayerischen Landesamtes für Denkmalpflege eingetragen.